# Universidad Adventista de Bolivia
La Universidad Adventista de Bolivia, o UAB, es una universidad cristiana mixta privada en la ciudad de Vinto, Cochabamba. La universidad está afiliada a la Iglesia Adventista del Séptimo Día y ofrece títulos en seis campos principales: Teología, Ciencias de la Salud, Enfermería, Educación, Ciencias Económicas y Administrativas (Negocios, etc.) e Ingeniería. La UAB es la única universidad adventista en Bolivia, pero es uno de los diez establecimientos de este tipo en América del Sur. Es parte del sistema educativo adventista, el segundo sistema escolar cristiano más grande del mundo.